# Karel Steiner
Karel Steiner (Praga, 26 gennaio 1895 – 29 aprile 1934) è stato un calciatore cecoslovacco, di ruolo difensore.

## Carriera

### Club
Dal 1918 al 1922 gioca nel Viktoria Žižkov, prima di passare allo Sparta Praga. Nelle capitale cecoslovacca porta a casa tre campionati cecoslovacchi (due riconosciuti) prima di tornare, nel 1927, a Žižkov. Rimane nella società fino al 1934, anno del suo decesso.

### Nazionale
Il 29 agosto del 1920 esordisce con la Cecoslovacchia all'Olimpiade di Anversa contro la Norvegia (4-0). In semifinale sigla una rete alla Francia (1-4) e in finale affronta il Belgio: al 39', sul 2-0 per i belgi, Steiner viene espulso e pochi minuti dopo la Nazionale decide di abbandonare l'incontro a causa dell'arbitraggio sfavorevole. Totalizza 14 presenze e 3 reti con la Cecoslovacchia.

## Palmarès

### Club

#### Competizioni nazionali
- Campionato cecoslovacco: 4

Sparta Praga: 1923, 1925-1926, 1927
Viktoria Žižkov: 1927-1928